# Hinterhornbach
Hinterhornbach est une commune autrichienne du Tyrol.